# 미국 대 카링거 사건
미국 대 카링거 사건(United States v. Kahriger)은 미국 연방대법원]의 유명 판례이다. 도박을 하는 사람에 대한 특별세는 그것이 규제적 효과를 나타내기는 하지만, 동 세금의 객관적 목적이 세원을 확보하는 데 있는 한 유효하다는 판단하였다.